# キリストの磔刑の二連祭壇画 (ファン・デル・ウェイデン)
『キリストの磔刑の二連祭壇画』（キリストのたっけいのにれんさいだんが、蘭: alvariediptiek、英: Crucifixion Diptych）、または『フィラデルフィアの二連祭壇画』（フィラデルフィアのにれんさいだんが、英: Philadelphia Diptych）、または『磔刑のキリストと聖母マリア、聖ヨハネ』（たっけいのキリストとせいぼマリア、せいヨハネ、英: Christ on the Cross with the Virgin and St. John）は、初期フランドル派の巨匠ロヒール・ファン・デル・ウェイデンが1460年ごろ、オーク板上に油彩で制作した二連祭壇画である。左側パネル (縦180.3センチ、横93.8センチ) と右側パネル (縦180.3センチ、横92.6センチ) からなり、現在、フィラデルフィア美術館に所蔵されている。作品は、その技巧 、迫真性、当時のネーデルラント美術には異例の身体的表現と直接性で知られている。フィラデルフィア美術館では、作品は「美術館における最も偉大なオールド・マスターの絵画」と評されている。
19世紀半ば以前の絵画の来歴は知られていない。その非常な厳粛さのために、美術史家たちは、作品がおそらくカルトジオ会修道院用の祈祷画として制作されたのではないかとみなした。2枚のパネルが二連祭壇画を構成していたのか、三連祭壇画の3分の2を構成していたのか、それとも本来は1枚のパネルであったのかは不明である。 本作は不均衡で、左右対称性を欠いているようにみえる (失われているパネルが1枚か2枚あるということを示唆する) と述べる美術史家もいる。最近の研究では、この2枚のパネルが彫刻を施された祭壇画の外側扉として機能していたと提唱されている。

## 作品

### 起源
2枚のパネルの歴史的背景は不明である。研究者たちは、三連祭壇画の左翼、中央パネルであるとも、祭壇画の両翼パネルか外側扉であるとも、そして、オルガンのケースを装飾するために意図されたものであるとも考察してきた。聖母マリアの衣服の裾は右側パネルにまで連続して描かれているが、それは2枚のパネルが祭壇画の両翼パネルのように分離されていたのではなく、並置されるよう意図されていたことを裏付けている。美術史家のE・P・リチャードソン (E. P. Richardson) は、2枚のパネルが今は失われている『カンブレー (Cambrai) 祭壇画』 (1455-1459年) の中央パネルで、元来１枚の絵画だったものが2枚に切断されたものであると提唱した。

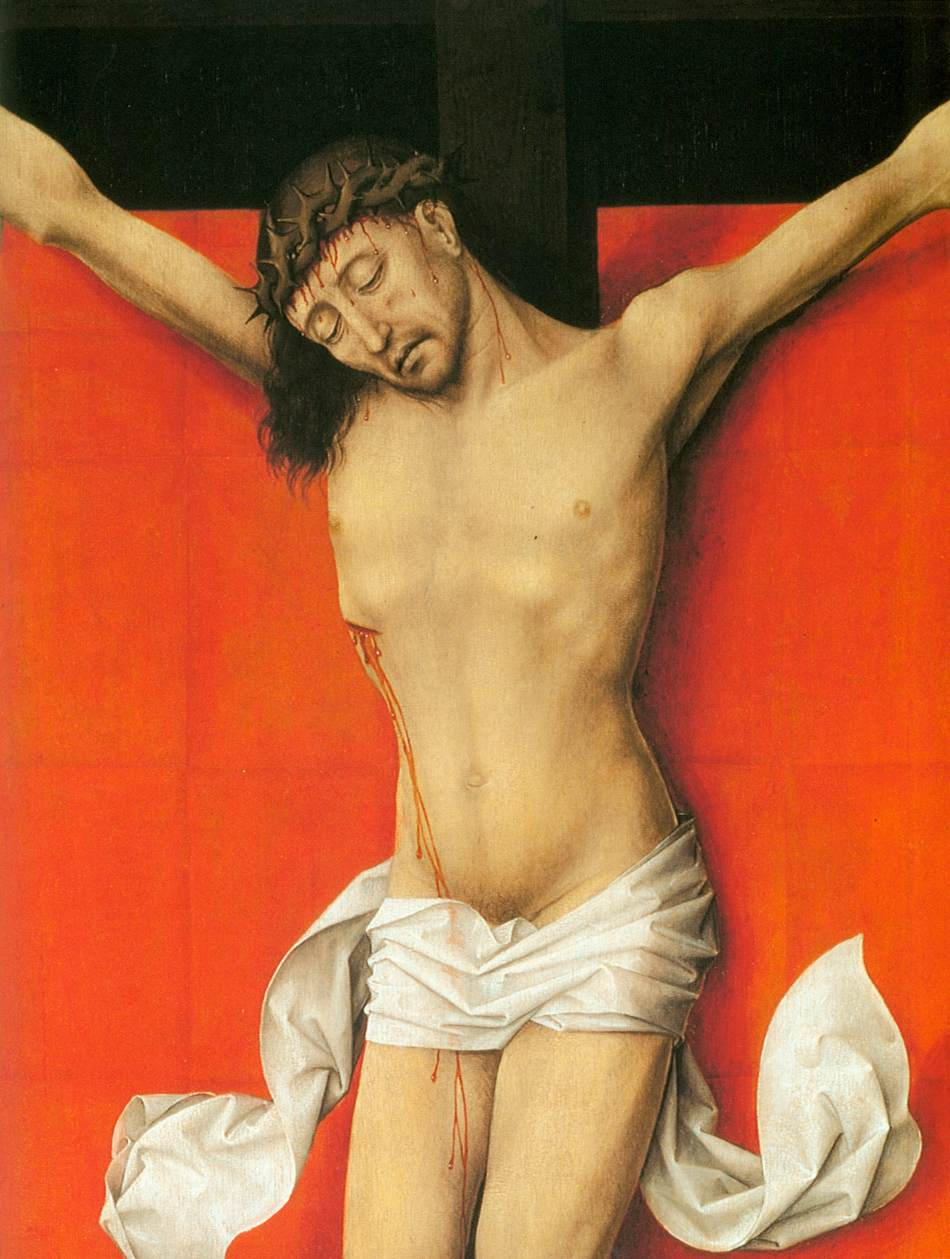
部分

美術史家のペニー・ハウウェル・ジョリー (Penny Howell Jolly) は、本作が特定化されていないカルトジオ会修道院のために描かれたと提唱した最初の研究者であった。カルトジオ会修道士は厳しい禁欲的な生活を送っていたが、それは絶対的な無言、日々のミサと晩課を除く独房での孤立、日曜日と祝日のみの共同の食事、月、水、金曜日のパンと水だけの食事、もっとも荒い布地の衣服と寝具などにより特徴づけられていた。ファン・デル・ウェイデンの息子のコルネリス (Cornelis) は1449年ごろ、ヘルネのカルトジオ会修道院の教団に入り、1450年に正式に入団した。ファン・デル・ウェイデンは生涯、教団に金銭と絵画を寄贈し、遺書でも教団に遺贈をした。彼のただ1人の娘のマルガレータ (Margaretha) はドミニコ会修道女となった。 美術史家のディルク・デ・フォス (Dirk de Vos) は、本作を「修道院によって触発された祈祷画」であり、その構図は「カルトジオ会修道士とドミニコ会修道士の禁欲的礼拝によって大きく決定されたもの」であると評している。

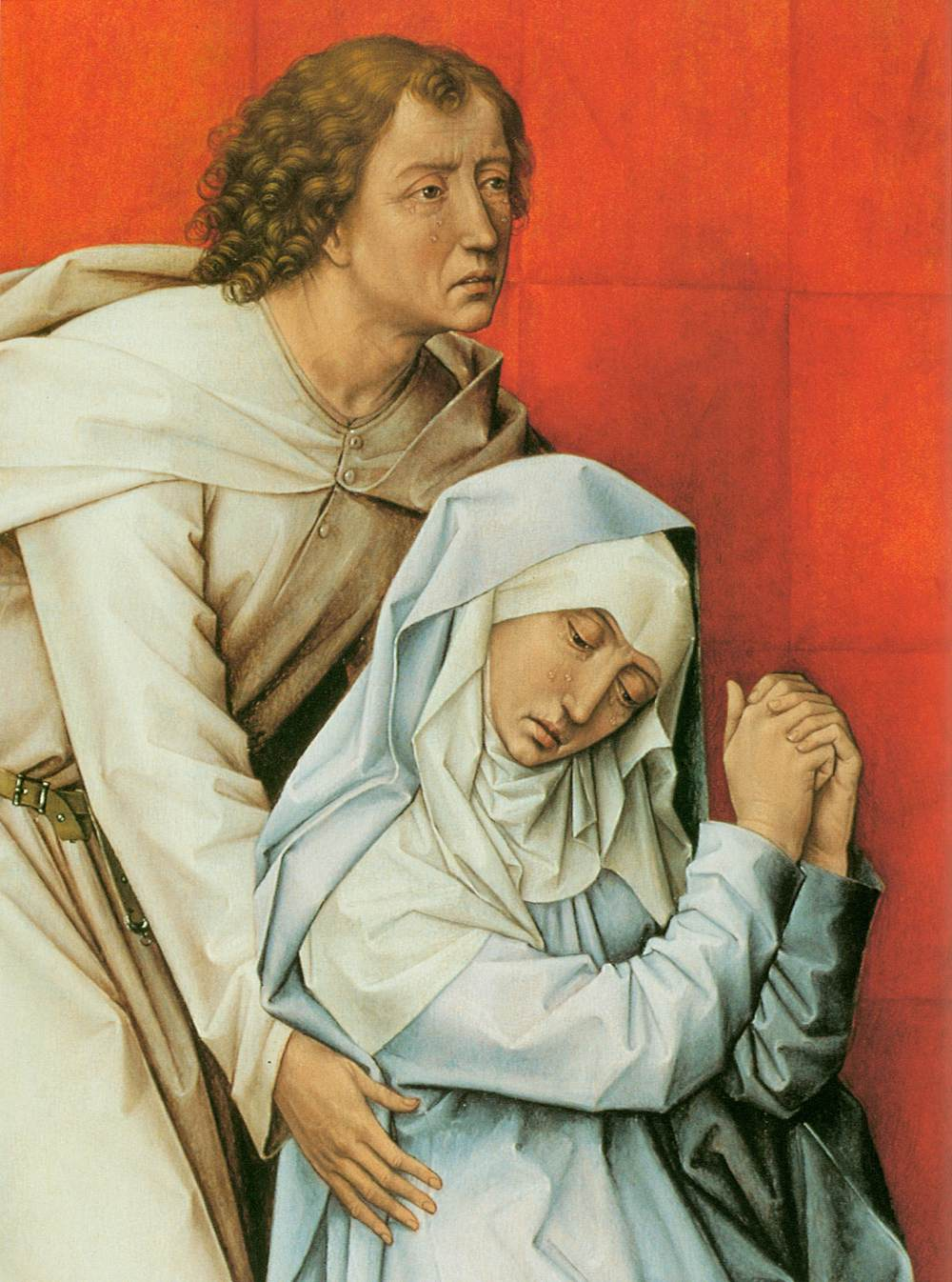
左翼パネル (部分)

2006年のネーデルラント美術史家会議で提出された論文で、フィラデルフィア美術館の保存責任者、マーク S. タッカー (Mark S. Tucker) は、この二連祭壇画のパネル板は非常に薄いものであると述べた。それぞれのパネル板裏面の基部に、彼はダボ穴からなる水平線を見つけたが、それは現在失われている構造的一部の存在を示唆している。彼は、これをほかの祭壇画の外側扉の類似した結合部と比較し、この二連祭壇画が4枚のパネルからなる祭壇画の左側外側扉、または祭壇画中央の2枚のパネルであったと理論づけた。 絵画の様式にもとづき、タッカーは、パネルのサイズに比して人物像が大きいのは、絵画の祭壇画よりも彫刻を施された祭壇画の外側扉の人物像に合致していると主張した。 また、彫刻を施された祭壇画の外側扉は、絵画の祭壇画に一般的に見られる深い遠近法を強調しない傾向にあり、それはこの二連祭壇画の奥行きの浅い絵画空間と一致しているとも述べた。

### 概要
この二連祭壇画の人物像は3分の2実物大である。右側パネルは、故意に反自然主義的な磔刑の場面である。イエス・キリストの血は彼の手、脚、眉毛に見え、脇腹の傷口から流れ落ちている。血の印象は、彼の背後に掛けられている鮮烈な赤色の栄誉の布によって増幅されている。キリストの身体は両腕から重く垂れさがっており、十字架のT字型と布の長方形に対して、Y字型を形成している。十字架の下の頭蓋骨と骨は、ユダヤ教、キリスト教、イスラム教の神によって創造された最初の人間アダムを示している。キリストの腰布は風に翻り、死の瞬間を示唆している。

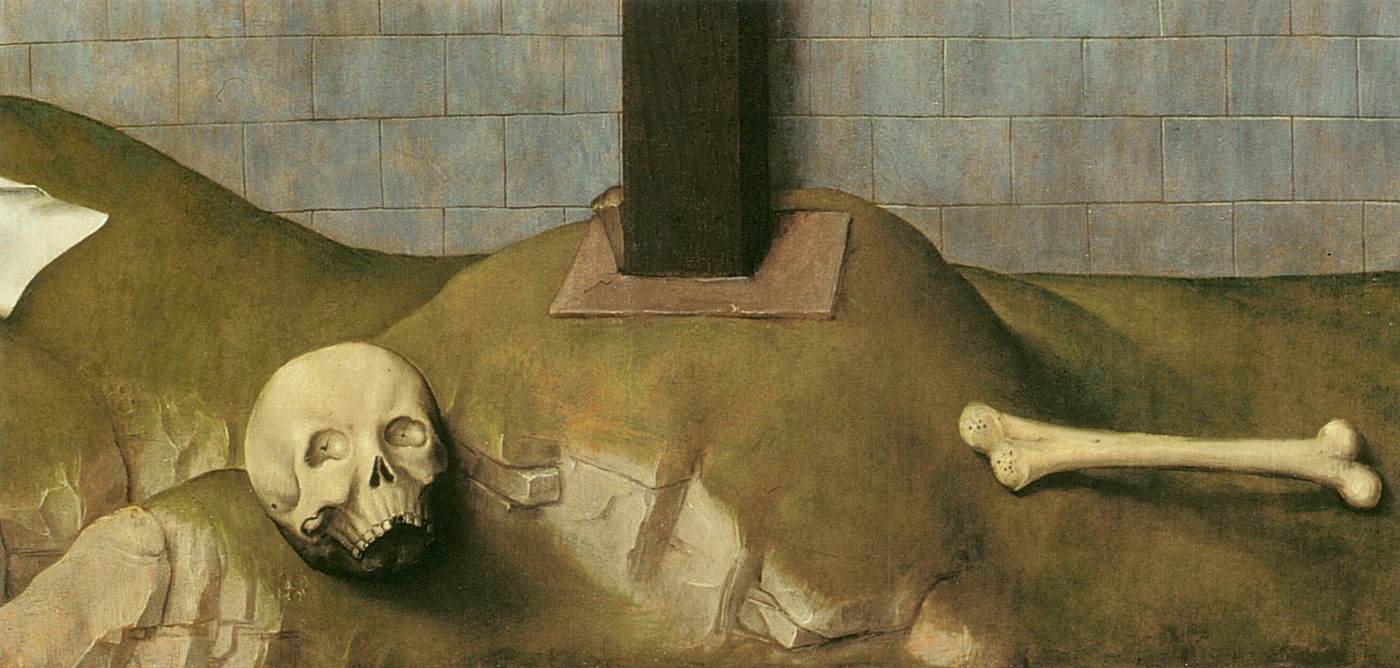
十字架の下の頭蓋骨と骨

左側パネルは、洗礼者聖ヨハネに支えられている、卒倒する聖母マリアを表している。2人とも青白い、襞のある衣服を身に着け、右側パネルと同様に掛けられた赤色の栄誉の布 (皴の状態からして、垂れ下げられたばかりのように見える) の前に描かれている。高い石の壁は、人物像を前景に押しやっているような効果をもたらしている。暗い空は『聖書』の記述に合わせられている (「マタイによる福音書」新共同訳聖書27:45: 「さて、昼の十二時に、全地は暗くなり、それが三時まで続いた」) 。暗い空、厳粛な壁、冷たい光、剥き出しの地面が絵画の厳格さに寄与している。
ファン・デル・ウェイデンは、自身の最初の傑作である『十字架降架』 (1435–1440年ごろ、プラド美術館) で、十字架から降ろされるキリストの姿勢を倒れる聖母マリアの姿勢に相似させることで、聖母の苦しみをキリストの苦しみに喩えた。本作では、聖母とキリストの顔が互いに相似しており、赤色の布の中央にあるという2人の位置も相似している。
この二連祭壇画は画家の晩年に制作されたが、初期北方ルネサンス絵画の中で独自の位置を占めている。平面的で反自然主義的な背景を、北方絵画に典型的な非常に精緻に描かれた人物像の舞台としているからである。しかしながら、鮮烈な赤色と白色の対比により、ファン・デル・ウェイデンの最上の絵画に典型的に見られる効果的な感情表現が達成されている。

## エル・エスコリアルの磔刑

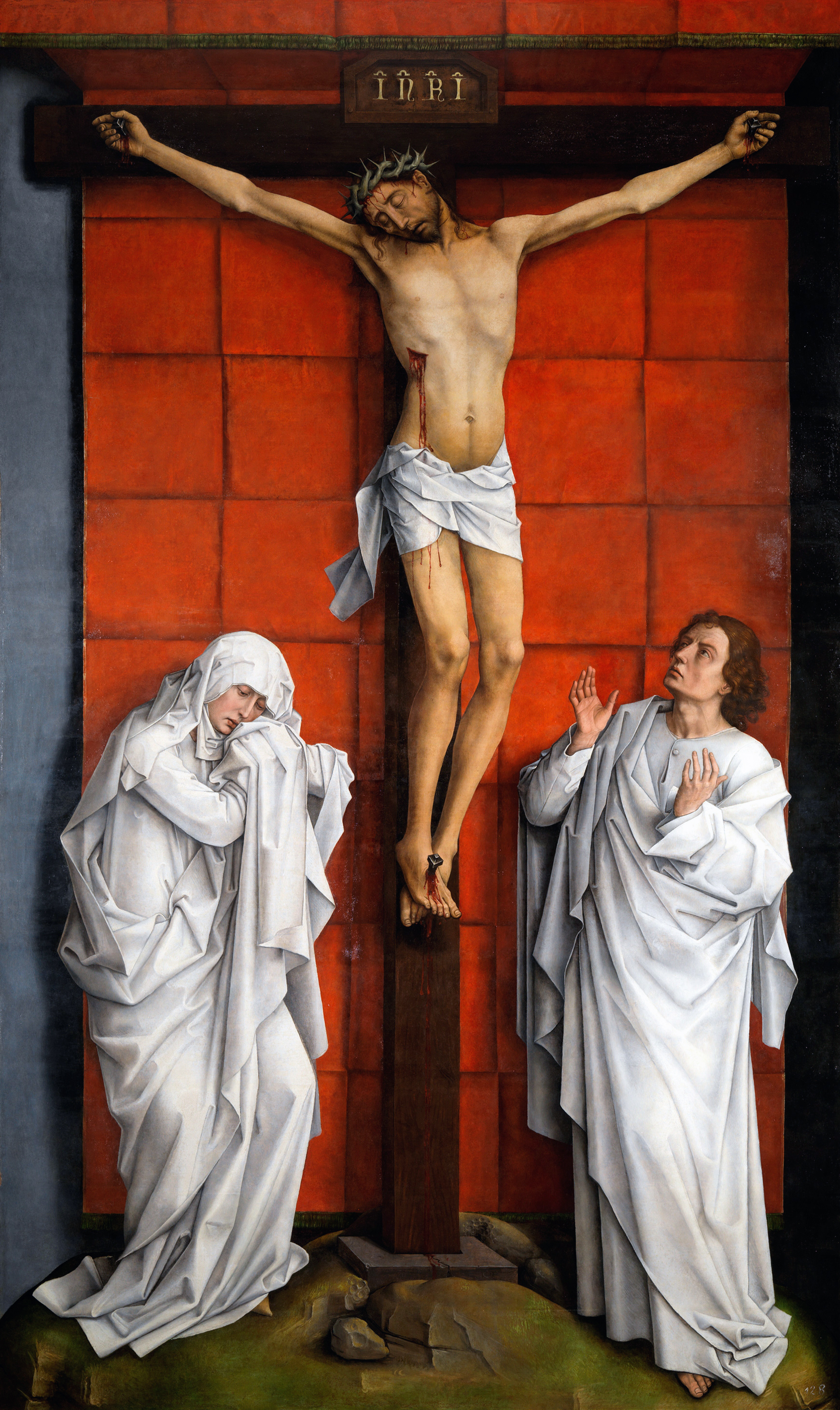
ロヒール・ファン・デル・ウェイデン『聖母マリアと聖ヨハネのいる磔刑』 (1460年ごろ)、エル・エスコリアル修道院、マドリード近郊

本作は、ファン・デル・ウェイデンの『聖母マリアと聖ヨハネのいる磔刑』 (1450–1455年ごろ、エル・エスコリアル修道院)  と最も関連性がある。エル・エスコリアル修道院の『磔刑』もまた、赤色の布の前に十字架上のキリストを描いており、ほかの人物像にも類似点がある。ファン・デル・ウェイデンは、この『磔刑』をブリュッセル近郊のアンデルレヒトのカルトジオ会修道院のために描き、寄贈した。1555年、スペイン王フェリペ2世がこの修道院から作品を購入し、セゴビアの礼拝堂に設置した後、1574年にエル・エスコリアル修道院に移した。フィラデルフィア美術館の二連祭壇画の人物像は3分の2の実物大であるが、巨大なエル・エスコリアル修道院の作品の人物像は完全な実物大である。
タマイサ・キャメロン・スミス (Tamytha Cameron Smith)  は、修士論文の中でエル・エスコリアルとフィラデルフィアの2作品は画家の作品中で「非常な厳粛さ、簡素さ、抽象化の傾向ゆえに視覚的に独創的である」と主張している。伝統的に濃い青色である聖母の衣服と濃い赤色である聖ヨハネの衣服は、漂白されたように白 (カルトジオ会修道士の衣服の色) に近い色となっている。スミスは、二連祭壇画の「圧倒的な静けさ」に注目し、ファン・デル・ウェイデンの最後の作品であるかもしれないと推測している。
『ヴィータ・クリスティ』(1374年)  の中で、カルトジオ会の神学者であったザクセンのルドルフ は、キリストの生涯に関する『聖書』の場面に自分自身を投入するという概念を導入した。ルドルフは、聖ヨハネを頑ななまでにキリストに忠実であっただけでなく、「貞節によって得られる輝かしさと美しさに包まれていた」と述べた。 もし、フィラデルフィアの二連祭壇画がエル・エスコリアルの『磔刑』と同様にルドルフ神学的な礼拝画であったとしたら、修道士はキリストと聖母の苦しみを共有するばかりでなく、たえず忠実で、たえず貞節な聖ヨハネのように自分自身を作品の場面に投入できたであろう。この意図された機能を考慮すると、ファン・デル・ウェイデンのほかの磔刑図に存在する余剰な細部を本作で除去するという決定は、芸術的ならびに実践的目的を持っていたとみることができる。

## 保存

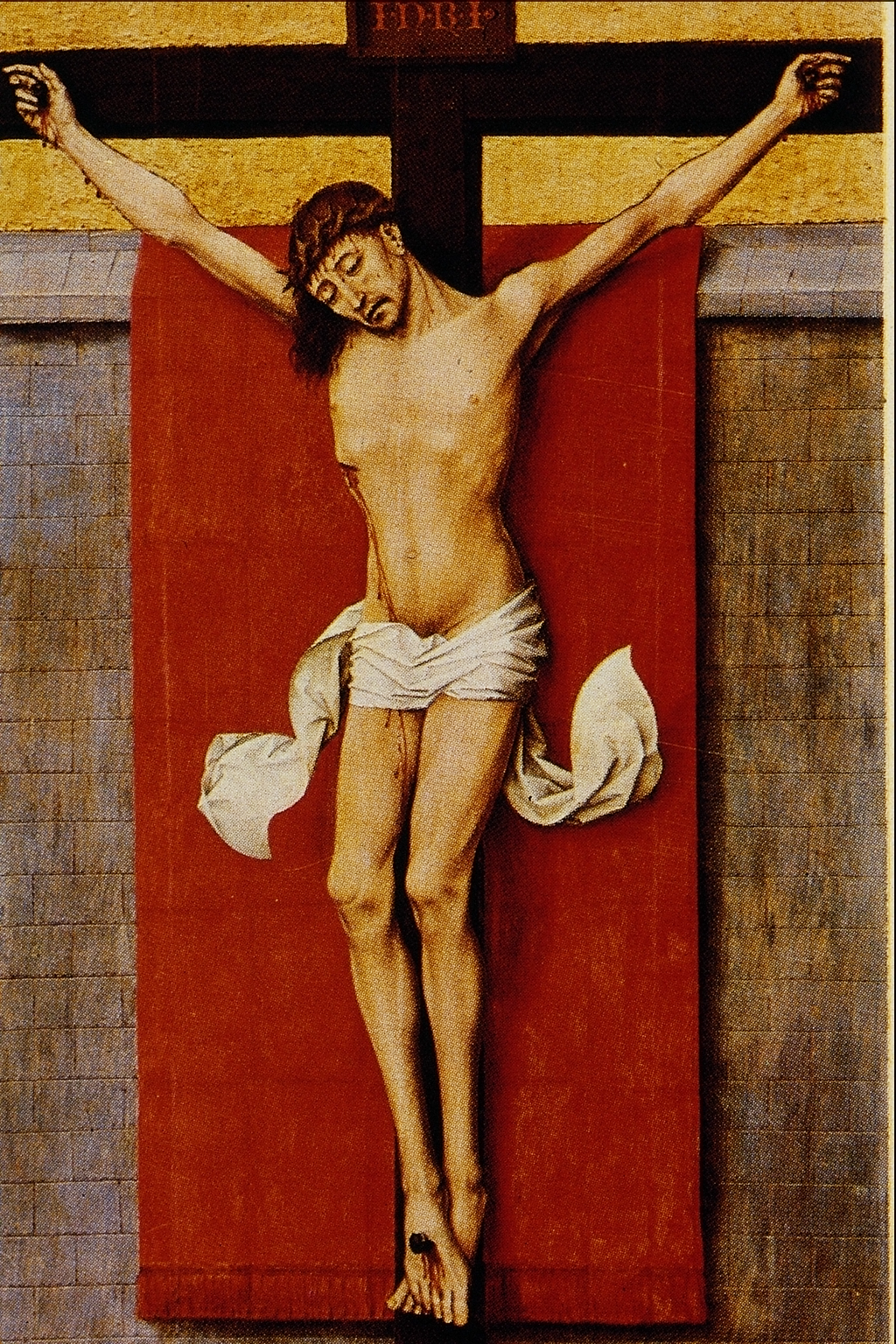
右側パネルの部分。金色の空は1941年に追加された。

本作は、1941年にジョンソン・コレクションの学芸員アンリ・ガブリエル・マルソー の監督の下で、フリーランスの修復家デイヴィッド・ローゼン (David Rosen) により修復された。ローゼンはパネルの上辺近くに金色の絵具を発見し、青黒い空が18世紀の上塗りであると結論づけるにいたった。ローゼンはその暗色の絵具を除去し、金色の空を加えたが、二連祭壇画は半世紀の間、その状態で展示されていた
。
1990年、フィラデルフィア美術館の保存責任者マーク　S. タッカーは本作を調査したが、金色の空への変更にはほとんど根拠がないことが示された。金の痕跡は最小限で、金箔を貼った額縁の残留物である可能性があった。化学的分析により、空の青色顔料の痕跡は、疑問の余地のないオリジナルである聖母マリアの衣服の青色顔料と同じ色と組成を持つ藍銅鉱を含んでいることが立証された。ローゼンの1941年の修復は、空の本来の絵具をほとんど全部除去してしまっていたので、タッカーは1992年から1993年にかけて徹底的な洗浄を行い、金色の空の上に絵具を塗って、ローゼンによる修復以前に戻す修復を行った。
1992–1993年の修復は、画家に関する新しい知見へとつながった。青黒い空におけるファン・デル・ウェイデンの広い色面は、イタリアのフレスコ画では一般的でも北方ルネサンス絵画においては新しいものであった。二連祭壇画の革新的な構図とほとんど抽象的な色彩の使用は、彼が1450年にローマへ巡礼した時に見たイタリア美術を合成しているのかもしれない
。

## 来歴
知られている限りの絵画の来歴は以下のとおりである。
- 1856年、マドリード。ホセ・デ・マドラーソのコレクション目録、659 & 660番[26]。
- 1867年6月、パリ。サラマンカの レ・ミス (le Mis)  氏のコレクションの競売、165 & 166番[5]。
- 1905年ごろ、パリ。画商のF・クランベルジェ (F. Kleinberger) が『十字架上のキリスト』のパネルをピーター・A・ B・ワイドナー (Peter A. B. Widener) 氏に、『聖母と聖ヨハネ』のパネルをジョン・G・ジョンソン (John G. Johnson) 氏に売却[5]。
- 1906年、米国フィラデルフィア。ジョンソン氏がワイドナー氏のパネルを購入し、２枚のパネルを統合[5]。 フィラデルフィアのSouth Broad Street 510番地のジョンソン家美術館で展示。
- 1917年、フィラデルフィア。ジョンソン氏死去。二連祭壇画が氏のコレクションとともにフィラデルフィア市へ遺贈。
- 1933年6月、フィラデルフィア。ジョンソン氏のコレクションがフィラデルフィア美術館に移される。

## 関連作品
ほかの4点の磔刑図がファン・デル・ウェイデンに帰属されている。

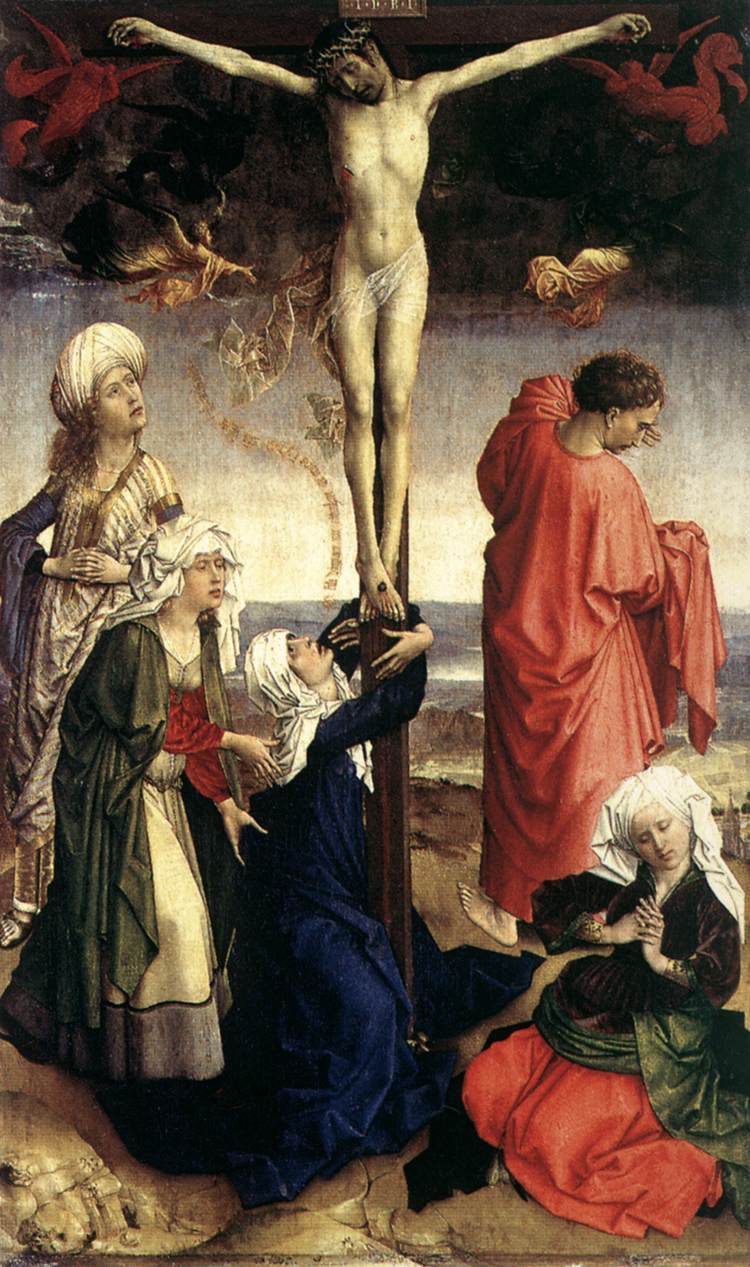
『キリストの磔刑』 (1425–1430年ごろ)  絵画館 (ベルリン)
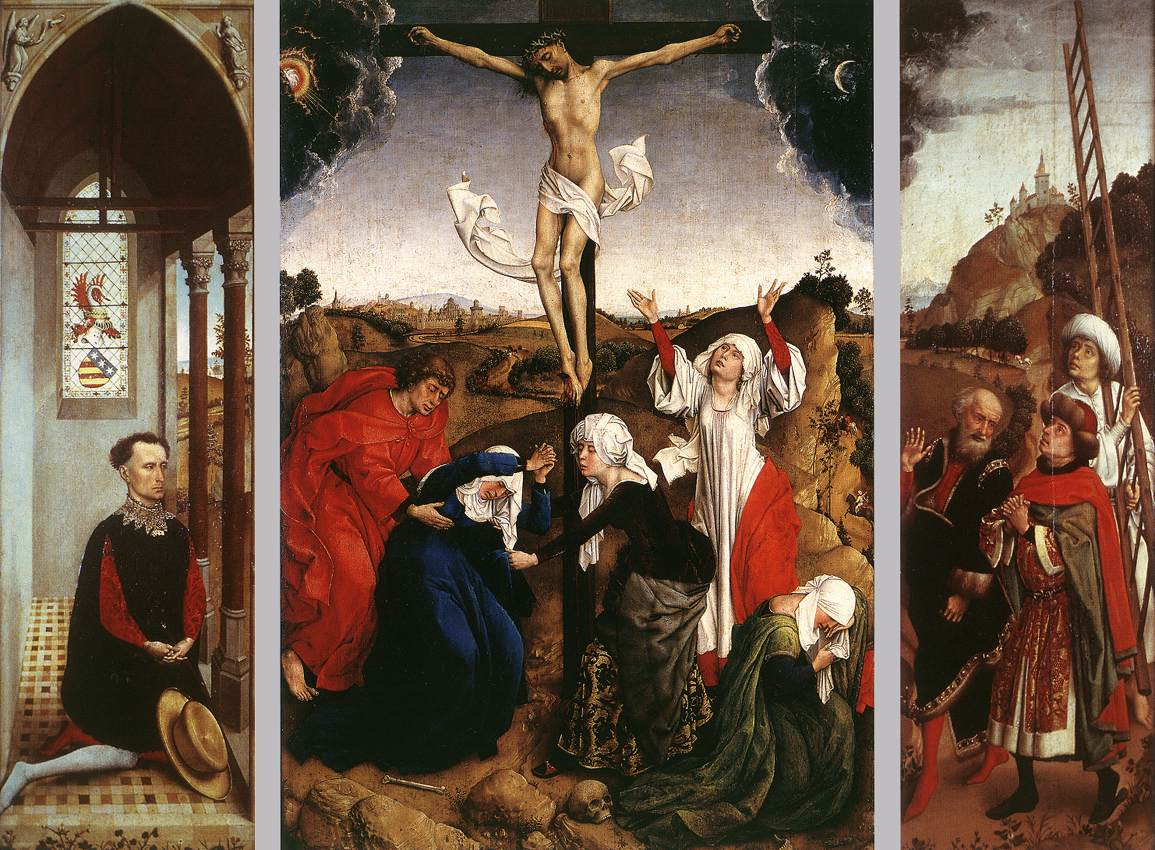
『アベッグ (Abegg) 三連祭壇画』 (1438–1440年ごろ) アベッグ＝シュティトゥング ( Abegg-Stiftung)、リッヒスベルク（英語版）
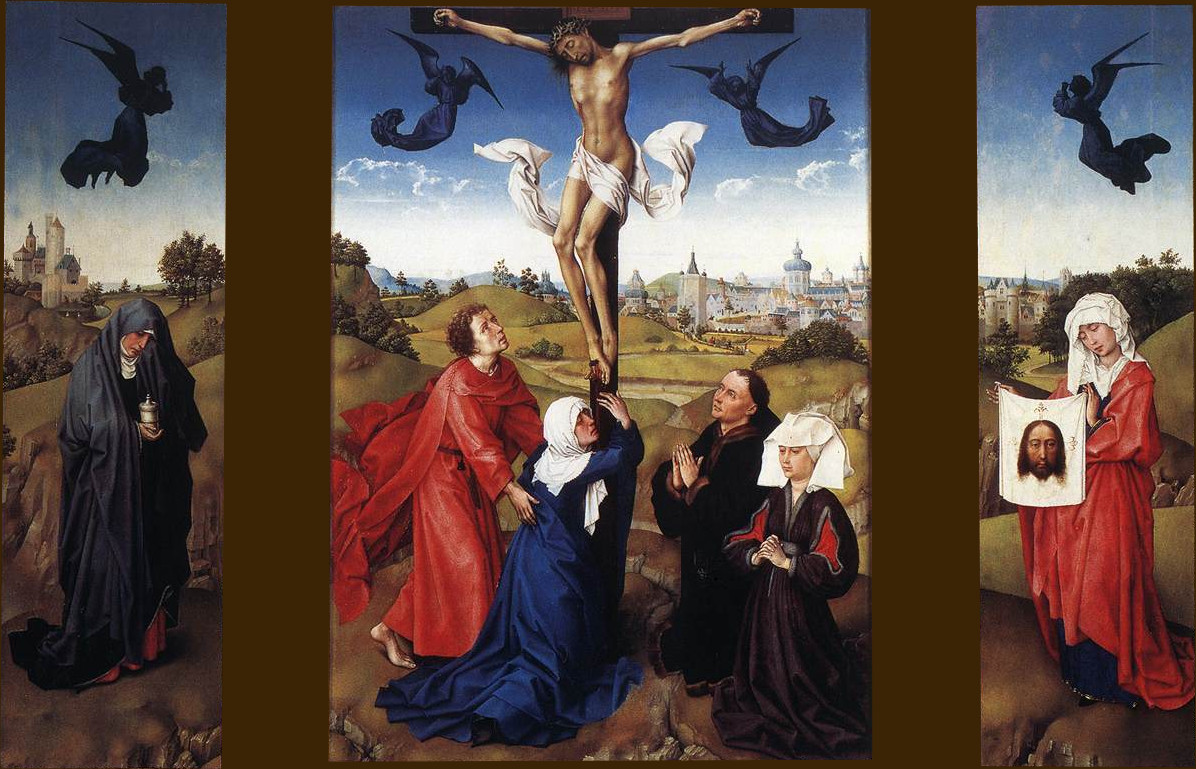
『キリストの磔刑の三連祭壇画』 (1440–1445年ごろ)  美術史美術館、ウィーン
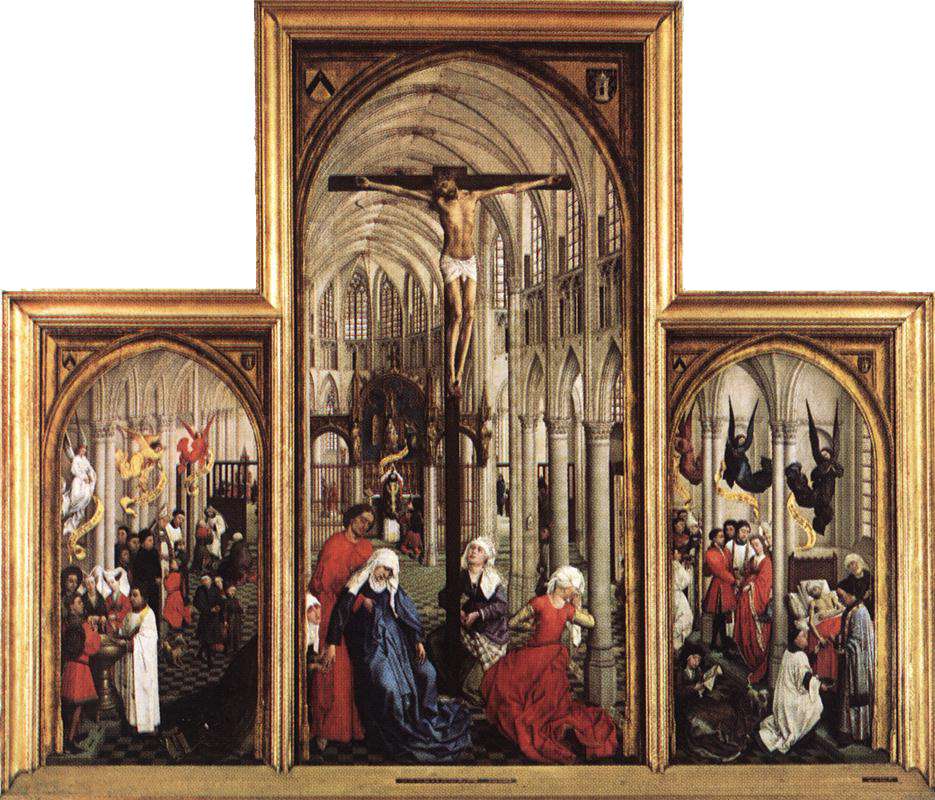
『七つの秘蹟の祭壇画』 (1440–1445年)  アントワープ王立美術館